# Anopodium
Anopodium — рід грибів родини Lasiosphaeriaceae. Назва вперше опублікована 1964 року.

## Види
База даних Species Fungorum станом на 20.10.2019 налічує 2 види роду Anopodium:
- Anopodium ampullaceum N.Lundq., 1964
- Anopodium epile N.Lundq., 1964